# Школа Гронов

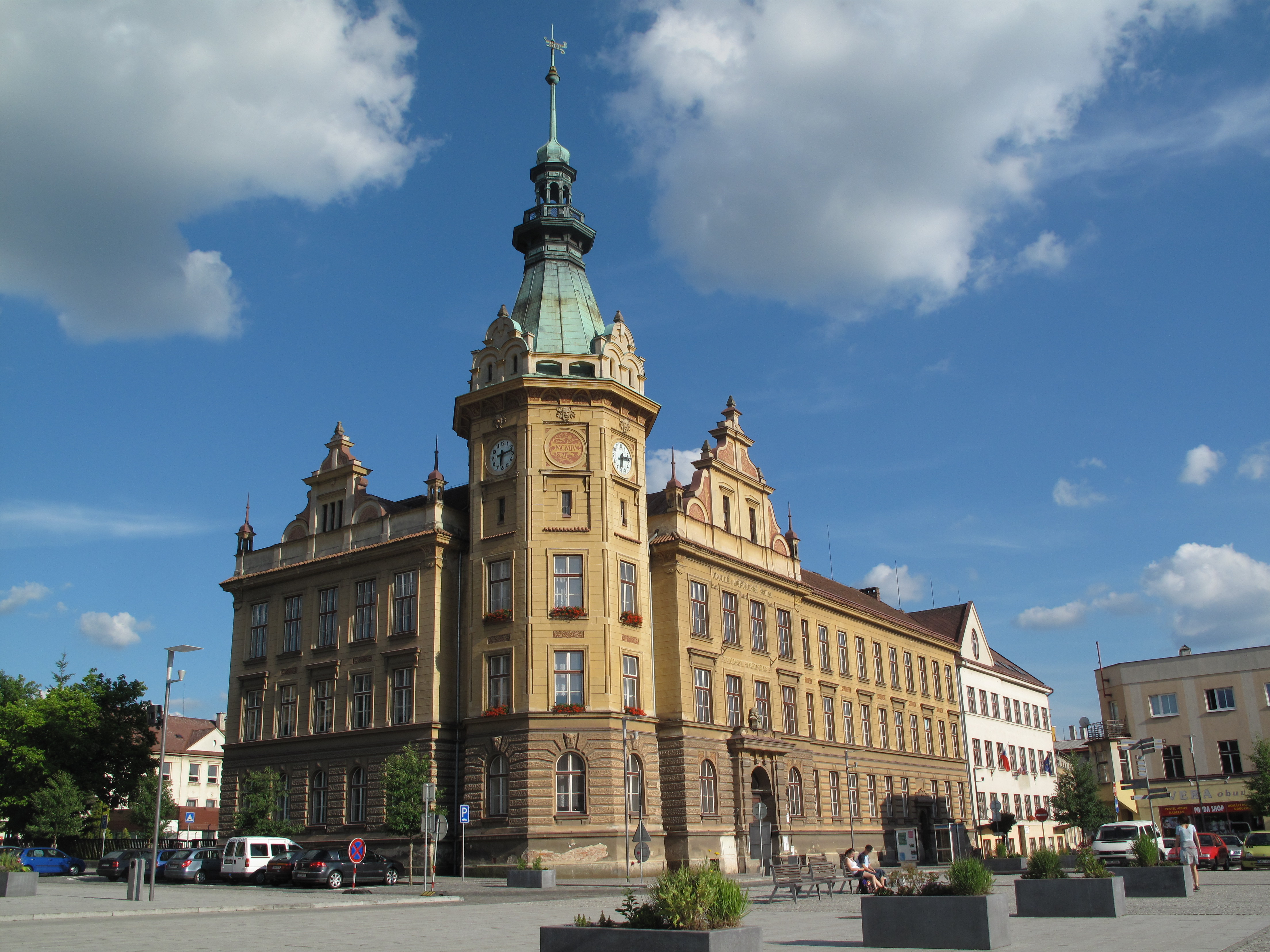
Здание школы второй ступени на Гроновской площади.

Школa города Гронов (чеш. Základní škola Hronov) — общеобразовательная основная школа в городе Гронов в северо-восточной Чехии (Краловеградецкий край), действующая с 1651 года (первое упоминание). В настоящее время размещается в нескольких зданиях, одно из которых в 2013 году победило в конкурсе «Фасад года».

## История
Первое упоминание о школе относится к 1651 году, когда она была перенесена из дома номер 17 в деревянный дом приходского священника. В 1688 году возле этого домa был построен новый срубный дом и старый дом был разрушен. Первым учителем в этой школе быль Ян Тучек, а между 1765-1932 годами здесь преподавали учителя из известного рода Кнаглов. В 1826 году учитель Антонин Кнагл (Калина) создал в школе театр — один из первых любительских театров Чехии. Кнагл и другие деятели интеллигенции Гронова стали прототипами персонажей романов Алоиса Йирасека, который также учился в Гронове.
В 1868 году на Гроновской площади было построено новое кирпичнoe одноэтажное здание школы с пятью классами. В конце XIX века к нему была присоединена пристройка, и в этих помещениях школа оставалась до конца XIX века. Из-за повышения требований к обучению появилась необходимость в новом здании школы. 20 июля 1903 г. был заложен краеугольный камень с ящиком, содержащим документ о строительстве здания школы. На это строительство город Гронов испросил заём на 300 000 крон от земного банка под 4 %. Школа была открыта 17 сентября 1904 года, когда гроновский мэр Адолф Kликар передал ключ от школы её директору Карелу Белобрадеку. В 1948 году школа получила свой сад, а четыре года спустя в саду появилась ещё одна постройка. В 1958—1959 гг. учащиеся первой ступени (1-5 класс) были переведены в здание на улице Палацкого.  Школа имела свой стоматологический кабинет. Здание на ул. Палацкого пережило капитальный ремонт, и в 1981 году началось строительство нового спортзала. В 1999—2000 гг. в здании для учащихся второй ступени (6-9 класс) на Гроновской площади созданы два компьютерных зала.

## Здания школы
- Первая ступень (классы 1-5) . Трёхэтажное серое здание. В его задней части находится большой спортзал.
- Вторая ступень (классы 6-9). Трёхэтажное здание находится на Гроновской площади. Имеет башню высотой 46 метров. В подвале находятся раздевалки для всех учащихся.
- Здание группы продлённого дня . Малый одноэтажный дом, частично обложенный древесиной. Здесь есть большое общественное помещение , а также однa комната с телевизором. В окрестностях здания расположены леса, луг, небольшой ручей и спортивная площадка.
- Школьный сад . Находится в восточной части Гронова. В саду растут фруктовые деревья , хвойные и кустарники.

## Количество учеников
В первые годы после открытия в школу ходило 350 учеников в пяти классах. Во время Первой Мировой войны количество учеников варьировалось между 330 и 352. При оккупации Чехословакии число учеников понизилось до 186, но послe Второй Мировой войны оно увеличилось до 765. В 2008 году в школе обучалось 472 ученика.